# Filippo Pacini
Filippo Pacini (25 tháng 5 năm 1812 – 9 tháng 7 năm 1883) là một nhà giải phẫu học người Ý, nổi tiếng sau khi cô lập được vi khuẩn tả Vibrio cholerae vào năm 1854.